# 중앙콩고주

중앙콩고 주의 위치

중앙콩고주(프랑스어: Kongo-Central, 콩고어: Kongo dia Kati)는 콩고 민주 공화국 남서부에 위치한 주로 주도는 마타디이며 면적은 53,920km2, 인구는 4,522,942명(2005년 기준), 인구 밀도는 84명/km2이다.
2006년에 개정되어 2015년에 시행된 콩고 민주 공화국 헌법에 따라 바콩고 주에서 개편되어 신설되었다. 북쪽으로는 콩고 공화국, 앙골라의 월경지인 카빈다, 동쪽으로는 킨샤사, 남쪽으로는 앙골라 본토와 접하며 서쪽으로는 대서양과 접한다.